# Leonard Sharrow
Leonard Sharrow (Nova York, (USA), 4 d'agost de 1915 - Idem. 9 d'agost de 2004), va ser un dels fagotistes nord-americans més destacats del segle xx.
Nascut a la ciutat de Nova York, es va unir a l'Orquestra Simfònica de la NBC quan es va organitzar per primera vegada, i finalment es va convertir en fagot principal (i va gravar el Concert per a fagot de Mozart amb Arturo Toscanini el 1947); també va servir a l'exèrcit dels Estats Units a la Segona Guerra Mundial. El 1951 es va traslladar a l'Orquestra Simfònica de Chicago per invitació de l'aleshores director musical Rafael Kubelik i va ocupar-hi un càrrec similar fins al 1964, quan es va jubilar i es va incorporar a la facultat de música de la Universitat d'Indiana Bloomington. Va passar molts estius a la facultat de l'Aspen Music Festival abans d'unir-se a l'Orquestra Simfònica de Pittsburgh com a fagot principal el 1977. Després de retirar-se de Pittsburgh una dècada més tard, va tornar a Bloomington i finalment es va traslladar a Cincinnati, Ohio, on va morir de leucèmia.
Era membre de l'"Associació Americana de Professors Universitaris, Pi Kappa Lambda". El 22 d'octubre de 1942, es va casar amb Emily M. Kass, i tingueren un fill, Neil Jason.